# Theater Na de Dam
Theater Na de Dam is een Nederlandse theatermanifestatie die jaarlijks plaatsvindt op de avond van de Nationale Dodenherdenking op 4 mei. In verschillende theaters in Nederland worden meer dan tachtig theatervoorstellingen gelijktijdig opgevoerd die inhoudelijk betrekking hebben op de Tweede Wereldoorlog. 

## Ontstaan en thematiek
In 2010 maakten de theatermakers Jaïr Stranders en Bo Tarenskeen zich zorgen over de afnemende zeggingskracht van de Nationale Dodenherdenking. De Tweede Wereldoorlog kwam volgens hen niet alleen steeds verder van de huidige generaties af te staan. Ze vonden ook dat het karakter van de jaarlijkse Nationale Dodenherdenking zo algemeen en abstract was geworden dat het stilstaan bij de geschiedenis en de daarmee verbonden reflectie op de huidige tijd onmogelijk dreigden te worden.
Door verschillende voorstellingen te programmeren en te produceren die zich op een persoonlijke, hedendaagse wijze verhouden tot de Tweede Wereldoorlog, streeft het initiatief ernaar het publiek kritisch te laten nadenken over hoe dat wat er toen gebeurde nog steeds doorwerkt in de wereld van vandaag, en of het mogelijk is te leren van de geschiedenis. 
In 2010 vond de eerste editie plaats, waarbij zeven voorstellingen in en rondom de Nes werden opgevoerd. Sindsdien is het uitgegroeid tot meer dan 60 voorstellingen verspreid over heel Nederland. Ensembles, theatermakers en artiesten die tot nu toe deelnamen aan het initiatief zijn onder meer Toneelgroep Amsterdam, Het Nationale Toneel, Wende, Typhoon, Huub van der Lubbe, Jenny Arean, Toneelgroep Maastricht, Theater Utrecht, het Ro Theater, Rik van den Bos, De Theatertroep, Hadewych Minis, Freek de Jonge, Jan Jaap van der Wal, Lucretia van der Vloot en Het Toneelhuis.